# 童軍 (童軍年齡階段)

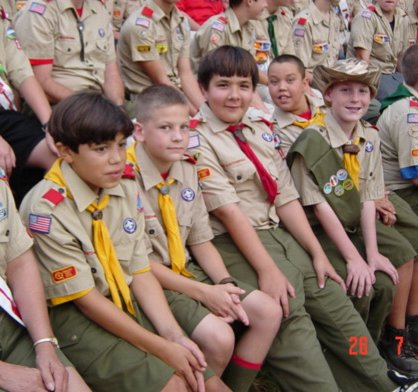
在夏令營篝火環旁的童軍

童軍（英語：Scout，在部分國家稱作），通常是介於11歲至18歲的男孩或女孩所屬的童軍年齡階段，屬於全球童軍運動的一部份。由於童軍運動有廣大年齡層參與，且有心理發展上的限制，許多童軍組織將這個年齡階段畫分成初級和高級的階段。大約平均20－30位童軍成員會組成童軍團，並由1至多位的童軍服務員領導。童軍團內部則分成數個小隊，每小隊大約有6位小隊員，進行戶外和特別的興趣活動。童軍團可以由地方、國家或國際性的組織進行指導。一些國家性的童軍組織，會有特別的興趣計畫，像是空童軍、海童軍、戶外的高度冒險活動、童軍樂團和騎兵童軍等等。一些童軍團，尤其在歐洲，1970年代起全部實施混合性別的教育，允許男孩和女孩同時加入這個階段。

## 成立
羅伯特·貝登堡於1908年創立了童軍這個組織，時間點剛好在1907年的白浪島童軍露營結束後幾個月。貝登堡是在南非英國陸軍生涯中所產生出來的靈感。為了更加闡述這個靈感，貝登堡針對了男孩們的領導能力，著作了《童軍警探》，描述了戶外活動中的童軍運動方法，廣泛聚焦在青少年的個人特質、公民責任和個人的健康體格。當使很多位男孩加入了童軍活動，導致這個運動快速成長，並且成為了全球最大的青少年組織。